# Oryzias hadiatyae
Oryzias hadiatyae är en fiskart som beskrevs av Ferdinand Gottfried Theobald Maximilian von Herder och Félicien Chapuis 2010. Oryzias hadiatyae ingår i släktet Oryzias och familjen Adrianichthyidae. Inga underarter finns listade i Catalogue of Life.